# Желтобрюхая жерлянка
Желтобрюхая жерлянка (лат. Bombina variegata) — вид бесхвостых земноводных из семейства жерлянок.

## Описание
Взрослые жерлянки редко достигают 35—55 мм в длину. Окрас: верх буроватый, серо-коричневый до тёмно-оливкового, с тёмными или грязно-зелёными пятнами. Брюхо жёлтое с чёрно-серыми неровными пятнами и разводами. Узор пятен индивидуален для каждой лягушки. Концы пальцев как сверху, так и снизу светлые (жёлтые).

## Размножение
Период размножения — конец весны и начало лета.

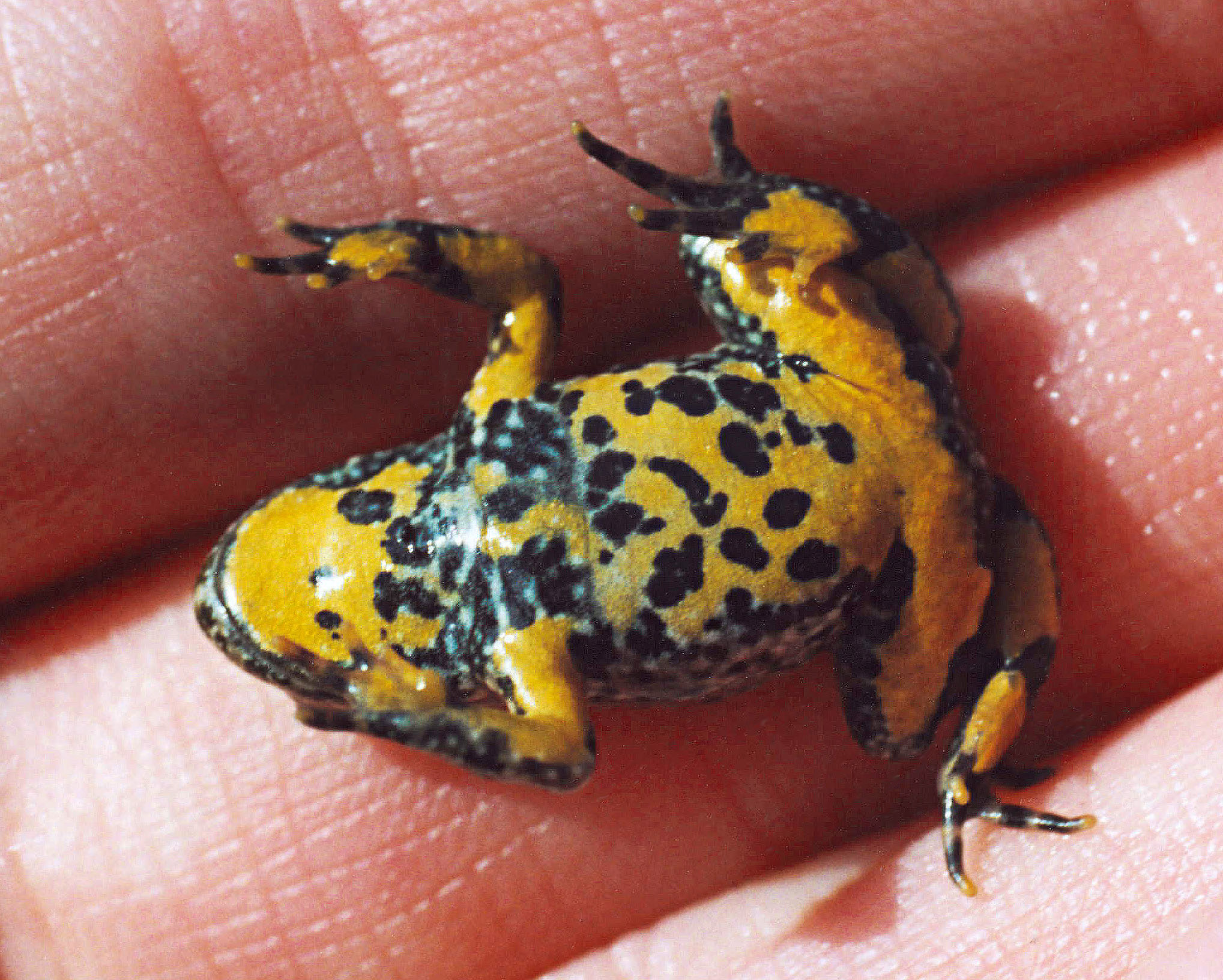
Брюшная сторона желтобрюхой жерлянки

Икринки сверху коричневые, снизу — светло-коричневые, около 1,5—2 мм в диаметре.

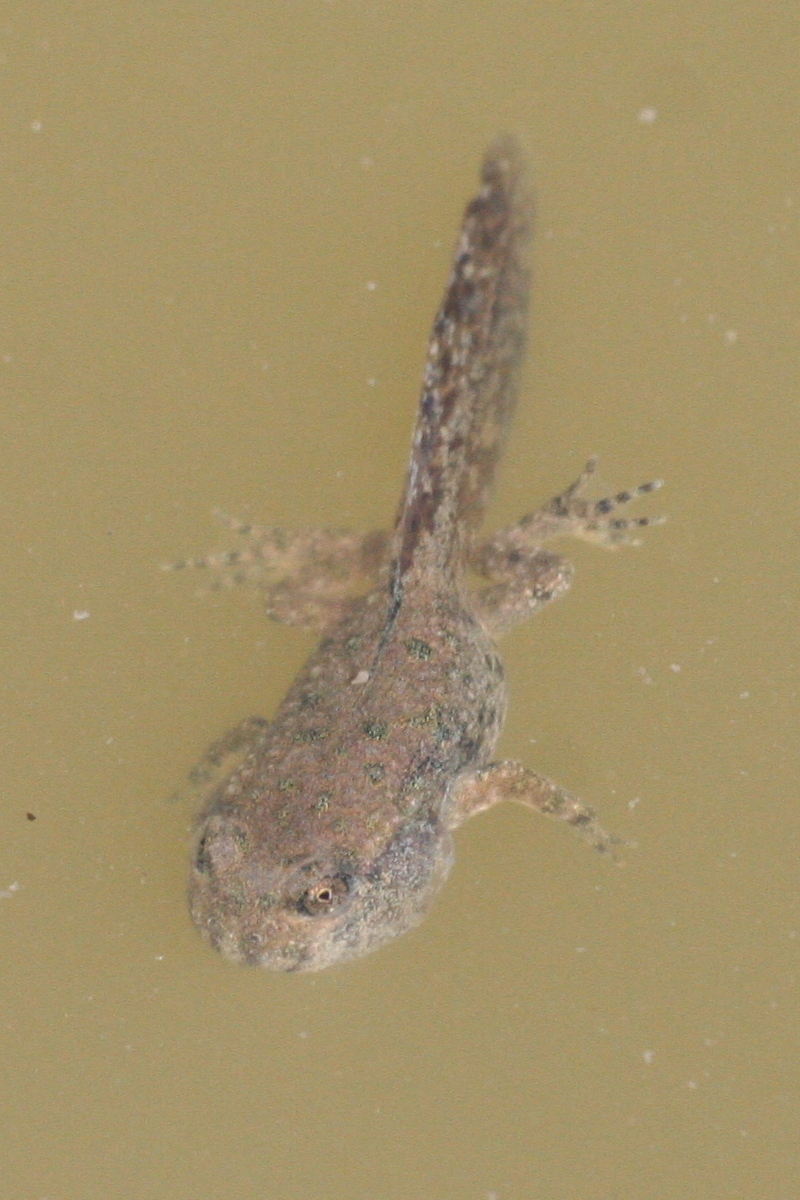
Головастик

Головастики грязно-серого цвета, на солнце переливаются.

## Охранный статус и ареал
Желтобрюхая жерлянка включена в категорию LC Красного списка МСОП. Она обитает в большей части Южной и Центральной Европы, в ручьях, болотах, реках, озёрах, водохранилищах, на высоте 100—2100 м над уровнем моря. Была занесена в Великобританию, однако достоверно не известно, сохранились ли там популяции жерлянки.